# Konstantin Schütz von Holzhausen
Konstantin Schütz von Holzhausen, O.S.B. (* 28. Oktober 1709 in Haßfurt; † 23. September 1775) war katholischer Priester und Weihbischof in Fulda sowie Titularbischof von Mennith, Arabien.
Er trat in den Orden der Benediktiner ein und legte sein Ordensgelübde (Profess) am 6. November 1729 im Alter von 20 Jahren ab. Sechs Jahre später wurde er am 24. September 1735 zum Ordenspriester des Benediktinerordens geweiht. 22 Jahre nach seiner Priesterweihe wurde er von Papst Benedikt XIV. zum Weihbischof in Fulda ernannt und am 6. November 1757 im Alter von 48 Jahren vom Fuldaer Fürstbischof Adalbert II. von Walderdorff, einem früheren Propst der Propstei Blankenau, zum Bischof geweiht. Gleichzeitig wurde er Titularbischof von Mennith, Arabien. Er verstarb am 23. September 1775 im Alter von knapp 66 Jahren.
Konstantin Schütz von Holzhausen war 40 Jahre katholischer Priester und davon knapp 18 Jahre Weihbischof in Fulda. 1757, im Jahr seiner Bischofsweihe, war er zunächst noch bis 1758 Propst von Blankenau. Sein weiterer Lebensweg führte ihn auch in die Propstei Petersberg. Er war einer der zwei Petersberger Pröpste des 18. Jahrhunderts, die Fuldaer Weihbischöfe wurden. Er residierte von 1757 bis 1775 in der Propstei Petersberg.